# Fufius auricomus
Fufius auricomus är en spindelart som först beskrevs av Simon 1891.  Fufius auricomus ingår i släktet Fufius och familjen Cyrtaucheniidae. Inga underarter finns listade i Catalogue of Life.